# شخص ما وراء الباب (فلم)
شخص ما وراء الباب (بالإنجليزية: Someone Behind the Door) فيلم جريمة تراجيدي من إنتاج فرنسي إيطالي مشترك في 1971، مأخوذ عن رواية للكاتب الفرنسي جاك روبرت، سيناريو مارك بيم، جاك روبرت، نيكولاس غيسنر، إخراج نيكولاس غيسنر، بطولة تشارلز برونسون، أنتوني بيركنز، جيل آيرلاند.

## قصة الفيلم
يتحدث الفيلم عن مريض فاقد الذاكرة (تشارلز برونسون) يوجد مرمياً على الساحل، يأخذه لورانس (أنتوني بيركنز)، طبيب الأعصاب المعالج، لبيته لمعاينته عن كثب، يجد الطبيب في سترة المريض مسدساً، غير أنه لا يخبره بمعرفته بالأمر. في اليوم التالي يقوم الطبيب باطلاع مريضه على حقيبة وُجِدَت على الساحل يُعتَقَد أنها تعود له، من بين الأغراض الموجودة في الحقيبة صورة فتاة شابة ورسالة غرامية من شخص يدعى بول (هنري جارسين) إلى فتاة تدعى فرانسيس (جيل آيرلاند).
يستنتج المريض أن فرانسيس هي زوجته، وأن بول هو عشيقها وأنها تخونه، فيقرر الذهاب إلى باريس حيث يوجد بول، لمواجهته، إلا أن الطبيب يقنعه بالعدول عن السفر وأنه يستطيع إستدراج بول ليأتي بنفسه، فيوافق المريض، ويأتي بول فعلاً، وبعد مشادة كلامية يقوم بإطلاق النار على بول ويرديه قتيلاً.
يتبين المريض فيما بعد أن فرانسيس هي زوجة الطبيب، وأن كل ما حدث ما هو إلا خطة من الطبيب للانتقام من زوجته الخائنة وعشيقها.

## طاقم الفيلم
| ممثلون                                  | ممثلون                                                          | ممثلون     | ممثلون     |
| الممثل                                  | الدور                                                           |            |            |
| تشارلز برونسون (Charles Bronson)        | الغريب - فاقد الذاكرة (The Stranger)                            |            |            |
| أنتوني بيركنز (Anthony Perkins)         | لورانس جيفريز - طبيب الأعصاب (Laurence Jeffries)                |            |            |
| جيل آيرلاند (Jill Ireland)              | فرانسيس جيفريز - زوجة لورانس (Frances Jeffries)                 |            |            |
| هنري جارسين (Henri Garcin)              | بول داميان - عشيق فرانسيس (Paul Damien)                         |            |            |
| أدريانو ماجستريتي (Adriano Magistretti) | أندرو - شقيق فرانسيس (Andrew)                                   |            |            |
| أجاثا ناتانسون (Agathe Natanson)        | لوسي - مدبرة المنزل (Lucy)                                      |            |            |
| كولن مان (Colin Mann)                   | الرقيب غوردون (Sgt. Gordon)                                     |            |            |
| فيفيان إفرلي (Viviane Everly)           | صبية على الشاطيء (Young Girl on Beach)                          |            |            |
| فريق العمل                              | فريق العمل                                                      | فريق العمل | فريق العمل |
| الاسم                                   | الاختصاص                                                        |            |            |
| مارك بيم (Marc Behm)                    | كاتب سيناريو (Scriptwriter)                                     |            |            |
| جاك روبرت (Jacques Robert)              | كاتب سيناريو (Scriptwriter)، مؤلف الرواية الأصلية (Book Author) |            |            |
| نيكولاس غيسنر (Nicolas Gessner)         | كاتب سيناريو (Scriptwriter)، مخرج (Director)                    |            |            |
| رايموند دانون (Raymond Danon)           | منتج (producer)                                                 |            |            |
| بيير لوم (Pierre Lhomme)                | مصور سينمائي (Cinematographer)                                  |            |            |
| جورجيس غارفيرنتز (Georges Garvarentz)   | موسيقي (Composer)                                               |            |            |
| فيكتوريا مينكانتون (Victoria Mercanton) | مونتير (Film editor)                                            |            |            |
| --------------------------------------- | --------------------------------------------------------------- | ---------- | ---------- |

## روابط خارجية
- مقالات تستعمل روابط فنية بلا صلة مع ويكي بيانات